# Джеймс Гейден
Джеймс Гейден (англ. James Hayden, 25 листопада 1953 — 8 листопада 1983) — американський актор. Найбільш відомий за роль Патріка Голдберга («Простак») у фільмі «Одного разу в Америці». 

## Життя та акторська діяльність
Закінчивши середню школу, Дж. Гейден служив медиком в армії Сполучених Штатів. Після демобілізації повернувся до Нью-Йорка і вступив в американську Академію драматичного мистецтва. Під час гри на Бродвеї в спектаклі "Американський Буффало" за п'єсою Девіда Мемета, познайомився з Аль Пачіно, який згодом став його близьким другом. 
Зніматися у великому кіно почав з 1980 року. Дебютував у фільмі "Перший смертний гріх". На знімальному майданчику фільму також були Френк Сінатра та Брюс Вілліс. Центром сюжету фільму є детектив нью-йоркської поліції Едвард Делані. Він розкриває жорстоке вбивство, в той час як його дружина Барбара у тяжкому стані знаходиться в лікарні після невдалої операції на нирках. Особисті проблеми Едварда змушують його повністю зосередитись на розслідуванні. 
Далі Гейден знявся в декількох епізодах серіалу "Marilyn: The Untold Story". Наприкінці 1980 року виступив у трейлері "Розшукуючий", у головній ролі якого був Аль Пачіно. Кримінальна драма розповідає про те, як у річці Гудзон все частіше починають спливати людські кінцівки, тіла.
На початку 1981 року виконав незначну роль у драмі "Укладеність". Потім виконав ролі в серіалах "Історія Патріції Ніл" і "Порушник всередині". У 1984 році зіграв свою найвидатнішу роль - Патріка Голберга ("Простак") - у кримінальній драмі "Одного разу в Америці". Проте сам актор помер незадовго до прем'єри через передозування героїном.
1. 1 2  Internet Broadway Database — 2000.
2. 1 2  Find a Grave — 1996.